# سباستین فریس
سباستین فریس (انگلیسی: Sebastian Freis؛ زادهٔ ۲۳ آوریل ۱۹۸۵) بازیکن فوتبال اهل آلمان است.
از باشگاه‌هایی که در آن بازی کرده‌است می‌توان به باشگاه فوتبال کلن، باشگاه فوتبال گروتر فورث، باشگاه فوتبال کارلسروهه، و باشگاه فوتبال فرایبورگ اشاره کرد.
وی همچنین در تیم‌های ملی فوتبال جوانان آلمان و زیر ۲۱ سال آلمان بازی کرده‌است.